# Issam Merdassi
Issam Merdassi (ur. 16 marca 1981 w Safakisie) – tunezyjski piłkarz, reprezentant kraju grający na pozycji obrońcy.

## Kariera piłkarska
Merdassi przygodę z futbolem rozpoczął w 2002 w klubie CS Sfaxien. W barwach tej drużyny zdobył mistrzostwo CLP-1 w sezonie 2004/05 oraz Puchar Tunezji w sezonie 2003/04. W 2007 został wypożyczony na rok do An-Nassr, a po powrocie do CS Sfaxien zdobył drugi w karierze Puchar Tunezji w sezonie 2008/09. 
Po 7 latach gry dla rodzimego zespołu, przeniósł się do Europy, gdzie podpisał kontrakt ze szwajcarskim BSC Young Boys. Po pierwszym sezonie, w którym wystąpił w 20 spotkaniach, został przeniesiony do zespołu rezerw zespołu z Berna. Od stycznia 2012 grał w egipskim Misr Lel-Makkasa SC. W 2013 zakończył karierę piłkarską.
| Sezon   | Klub                | Kraj             | Rozgrywki               | Mecze | Bramki |
| ------- | ------------------- | ---------------- | ----------------------- | ----- | ------ |
| 2002/03 | CS Sfaxien          | Tunezja          | CLP-1                   |       |        |
| 2003/04 | CS Sfaxien          | Tunezja          | CLP-1                   |       |        |
| 2004/05 | CS Sfaxien          | Tunezja          | CLP-1                   |       |        |
| 2005/06 | CS Sfaxien          | Tunezja          | CLP-1                   |       |        |
| 2006/07 | CS Sfaxien          | Tunezja          | CLP-1                   |       |        |
| 2007/08 | An-Nassr            | Arabia Saudyjska | I liga saudyjska        | 22    | 4      |
| 2008/09 | CS Sfaxien          | Tunezja          | CLP-1                   | 11    | 5      |
| 2009/10 | BSC Young Boys      | Szwajcaria       | Swiss Super League      | 20    | 0      |
| 2010/11 | BSC Young Boys II   | Szwajcaria       | Swiss 1. Liga           | 20    | 4      |
| 2011/12 | BSC Young Boys II   | Szwajcaria       | Swiss 1. Liga           | 4     | 2      |
| 2011/12 | Misr Lel-Makkasa SC | Egipt            | Egyptian Premier League | 0     | 0      |
| 2012/13 | Misr Lel-Makkasa SC | Egipt            | Egyptian Premier League | 6     | 0      |

## Kariera reprezentacyjna
Merdassi uczestniczył w Igrzyskach Olimpijskich 2004, podczas których zagrał 45 minut w wygranym przez Tunezję spotkaniu z Serbią. 12 stycznia 2006 zadebiutował w pierwszej reprezentacji podczas towarzyskiego meczu z Libią. 
Drugie, zarazem ostatnie spotkanie, Merdassi zagrał podczas Pucharu Narodów Afryki 2006, w którym Tunezja przegrała z reprezentacją Gwinei 0:3. Po tym turnieju nie zagrał więcej w reprezentacji.
| Mecze i gole w reprezentacji | Mecze i gole w reprezentacji | Mecze i gole w reprezentacji | Mecze i gole w reprezentacji | Mecze i gole w reprezentacji | Mecze i gole w reprezentacji | Mecze i gole w reprezentacji |
| #                            | Data                         | Miasto                       | Przeciwnik                   | Gol                          | Wynik                        | Rozgrywki                    |
| ---------------------------- | ---------------------------- | ---------------------------- | ---------------------------- | ---------------------------- | ---------------------------- | ---------------------------- |
| 1.                           | 12.01.2006                   | Kafsa                        | Libia                        |                              | 1:0                          | towarzyski                   |
| 2.                           | 30.01.2006                   | Aleksandria                  | Gwinea                       |                              | 0:3                          | PNA 2006                     |

## Kariera trenerska
Merdassi po raz pierwszy w roli trenera pojawił się w 2020 w zespole Sfax RS. Od 2021 pracuje w AS Rejiche.

## Sukcesy
CS Sfaxien
- Mistrzostwo CLP-1 (1) : 2004/05
- Puchar Tunezji (2) : 2003/04, 2008/09